# Seznam ministrů spravedlnosti Předlitavska
Toto je seznam ministrů spravedlnosti Předlitavska, který obsahuje chronologický přehled všech členů vlád Předlitavska působících v čele tohoto úřadu (včetně správců, tedy osob provizorně pověřených řízením ministerstva) po celé období existence tohoto státního útvaru, tedy od rakousko-uherského vyrovnání roku 1867 až do zániku Rakouska-Uherska v roce 1918.

## Ministři spravedlnosti Předlitavska 1867–1918
| #  | Jméno                      | Fotografie | Strana         | Vláda                                                                    | Funkční období                      | Poznámky |
| -- | -------------------------- | ---------- | -------------- | ------------------------------------------------------------------------ | ----------------------------------- | -------- |
| 1  | Emanuel von Komers         |            |                | vláda Ferdinanda von Beusta                                              | 7. února 1867 – 27. června 1867     |          |
| 2  | Anton von Hye              |            |                | vláda Ferdinanda von Beusta                                              | 27. června 1867 – 23. prosince 1867 |          |
| 3  | Eduard Herbst              |            |                | vláda Karla von Auersperga vláda Leopolda Hasnera                        | 30. prosince 1867 – 12. dubna 1870  |          |
| 4  | Adolf von Tschabuschnigg   |            |                | vláda Alfreda von Potockého                                              | 13. dubna 1870 – 4. února 1871      |          |
| 5  | Karel Habětínek            |            |                | vláda Karla von Hohenwarta                                               | 5. února 1871 – 26. října 1871      |          |
| 6  | Georg von Mitis            |            |                | vláda Ludwiga von Holzgethana                                            | 27. října 1871 – 22. listopadu 1871 | Správce. |
| 7  | Julius Anton Glaser        |            | Ústavní strana | vláda Adolfa von Auersperga vláda Karla von Stremayra                    | 26. listopadu 1871 – 12. srpna 1879 |          |
| 8  | Karl von Stremayr          |            |                | vláda Eduarda Taaffeho                                                   | 13. srpna 1879 – 26. června 1880    |          |
| 9  | Moritz von Streit          |            |                | vláda Eduarda Taaffeho                                                   | 26. června 1880 – 14. ledna 1881    |          |
| 10 | Alois Pražák               |            | staročeši      | vláda Eduarda Taaffeho                                                   | 14. ledna 1881 – 11. října 1888     | Správce. |
| 11 | Friedrich Schönborn        |            |                | vláda Eduarda Taaffeho vláda Alfreda Windischgrätze                      | 11. října 1888 – 19. června 1895    |          |
| 12 | Karl Krall von Krallenberg |            |                | vláda Ericha Kielmansegga                                                | 20. června 1895 – 30. září 1895     | Správce. |
| 13 | Johann Nepomuk Gleispach   |            |                | vláda Kazimíra Badeniho                                                  | 2. října 1895 – 28. listopadu 1897  |          |
| 14 | Ignaz von Ruber            |            |                | první vláda Paula Gautsche vláda Franze Thuna                            | 30. listopadu 1897 – 2. října 1899  |          |
| 15 | Eduard von Kindinger       |            |                | vláda Manfreda Clary-Aldringena                                          | 2. října 1899 – 21. prosince 1899   |          |
| 16 | Ferdinand von Schrott      |            |                | vláda Manfreda Clary-Aldringena                                          | 21. prosince 1899 – 18. ledna 1900  | Správce. |
| 17 | Alois von Spens-Booden     |            |                | první vláda Ernesta von Koerbera                                         | 19. ledna 1900 – 16. října 1902     |          |
| 18 | Ernest von Koerber         |            |                | první vláda Ernesta von Koerbera                                         | 16. října 1902 – 31. prosince 1904  | Správce. |
| 19 | Franz Klein                |            |                | druhá vláda Paula Gautsche vláda Konrada Hohenloheho vláda Maxe Becka    | 1. ledna 1905 – 15. listopadu 1908  |          |
| 20 | Robert von Holzknecht      |            |                | vláda Richarda Bienertha                                                 | 15. listopadu 1908 – 10. února 1909 | Správce. |
| 21 | Viktor von Hochenburger    |            |                | vláda Richarda Bienertha třetí vláda Paula Gautsche vláda Karla Stürgkha | 10. února 1909 – 21. října 1916     |          |
| 22 | Franz Klein                |            |                | druhá vláda Ernesta von Koerbera                                         | 31. října 1916 – 20. prosince 1916  |          |
| 23 | Josef von Schenk           |            |                | vláda Heinricha Clam-Martinice                                           | 20. prosince 1916 – 22. června 1917 |          |
| 24 | Hugo von Schauer           |            |                | vláda Ernsta Seidlera vláda Maxe Hussarka                                | 23. června 1917 – 25. října 1918    |          |
| 25 | Paul Vittorelli            |            |                | vláda Heinricha Lammasche                                                | 25. října 1918 – 30. října 1918     |          |

* Poznámka: V pramenech a databázích mírně kolísá přesná datace počátku a konce funkčního období jednotlivých vlád. Zde všechny údaje dle publikace kol. aut.: Československé dějiny v datech, Praha 1987.